# 春水堂
春水堂人文茶館（チュンスイタンじんぶんちゃかん,   略称：春水堂）は、春水堂實業股份有限公司（チュンスイタンじつぎょうこふんゆうげんこうし、英語:Chun Shui Tang Co, Ltd.）が運営する台湾の喫茶店チェーン。タピオカミルクティーを看板商品としており、タピオカミルクティー発祥の店を謳っている。
店名は、古来の詩や歌でお茶にとって最適な水であるとされた"春水"（春頃に雪や氷が解けて流れる水）と、賓客をもてなす場所を表す"堂"を組み合わせたもので、「最高のお茶と快適な環境でお客様を楽しませる」という意味合いが込められている。

## 歴史
1983年5月20日、創業者の劉漢介が台中市の四維街に前身となる「陽羡茶行」（"茶行"は茶屋の意）をオープンする。劉漢介は幼少の頃より父親の影響で茶に対する関心が高く、当時の台湾で茶を飲む文化が廃れつつあったことに不満を抱いていた。そこで彼は日本の大阪で見たシェイカーでカクテルを作る姿やアイスコーヒーに着想を受け、シェイカーを使ったアイスティーを独自に開発し、「泡沫紅茶」として提供。それまで熱い飲み物とされていた茶のイメージを覆したドリンクとして好評を博した。1987年には店の名前を現在の「春水堂」に改名し、タピオカミルクティーの提供を始める。タピオカミルクティーは当時の店長であった林秀慧が元々店員に振る舞うために考案したドリンクだったが、常連客に提供し始めたことから、半年足らずで同店を代表する人気メニューとなった。
海外では2013年に東京・代官山に1号店がオープン。2018年には台湾国内での展開数が50店舗を達成した他、香港にて1号店をオープンしている。
|                      |                      |
| 国立台湾美術館の店舗 | タピオカミルクティー |

## ロゴマーク
春水堂のロゴマークは、蓮の花が根を生やす様を図案化したものが採用されている。これは、「蓮は泥より出でて泥に染まらず」という中国の成句になぞらえ、世間の流行に左右されない姿勢を表すと同時に、世界中にアイスティーの文化が根付いていく様を表している。

## メニュー
メニューは上述のタピオカミルクティーをはじめとするドリンクの他、麺類などの料理も提供している。日本の店舗においてはこれら以外にも軽食やスイーツが提供されている。

## 日本での展開
日本では株式会社オアシスティーラウンジによって運営されており、東京・埼玉・神奈川・京都・大阪・兵庫・広島・福岡の8地域（2020年現在）で展開されている。
この他、CSR活動の一環として社内組織「タピオカミルクティー協会」が設立されており、同組織はディスカッションや街の清掃活動といったイベントを行っている。

## 姉妹店舗

### TP TEA（ティーピーティー）
2005年に誕生したテイクアウト専門ブランド。店名は「Taiwan Professional Tea」の略で、台湾国内では「茶湯會」の名前で260店舗以上が展開されている。2016年より海外展開が開始され、中国、香港、日本、シンガポール、アメリカ、カナダの5か国1地域に出店している。日本では上記オアシスティーラウンジのグループ会社であった株式会社オアシスティースタンドによって運営され、東京・神奈川・大阪・福岡の4地域に展開していたが、2021年5月末をもって全店舗の営業を終了し、日本から撤退している。

### 秋山堂（チョウシャンタン）
国立台湾美術館内にオープンした系列店で、同美術館にある春水堂の店舗（國美店）と隣接している。店名は春水堂の"春"と対比させる形で、「春があれば秋もある」という趣向から付けられている。茶の原点への回帰を目的にした店舗であり、中国茶芸のレッスンを開催している。

## 社内制度
春水堂では店舗で提供するドリンクの品質を保つために「調茶師」（日本では「お茶マイスター」という呼称が用いられている）という独自の資格制度を設けており、認定試験に合格した有資格者のみにドリンクを提供させている。調茶師は春水堂の社内において末端に位置する役職であり、そこから組長、副店長、店長、マネージャー、エリアマネージャーへと昇格する仕組みになっている。また、従業員を育成する制度として「師弟制」を設けており、新人の従業員1人に対し教育係を1人付け、教育係が技術指導や心理面でのサポートを行う仕組みになっている。